# Nunungan
Nunungan est une localité de la province de Lanao du Nord, aux Philippines. En 2015, elle compte 18 367 habitants.